# 水利工程

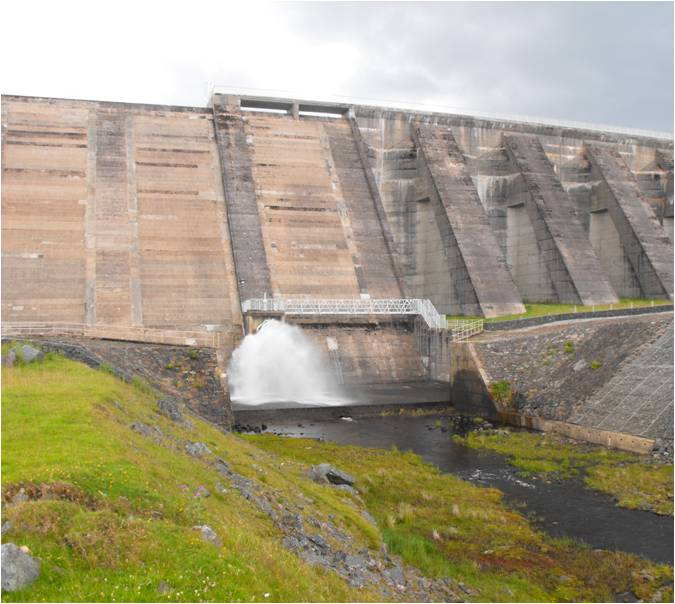
水壩與堤防

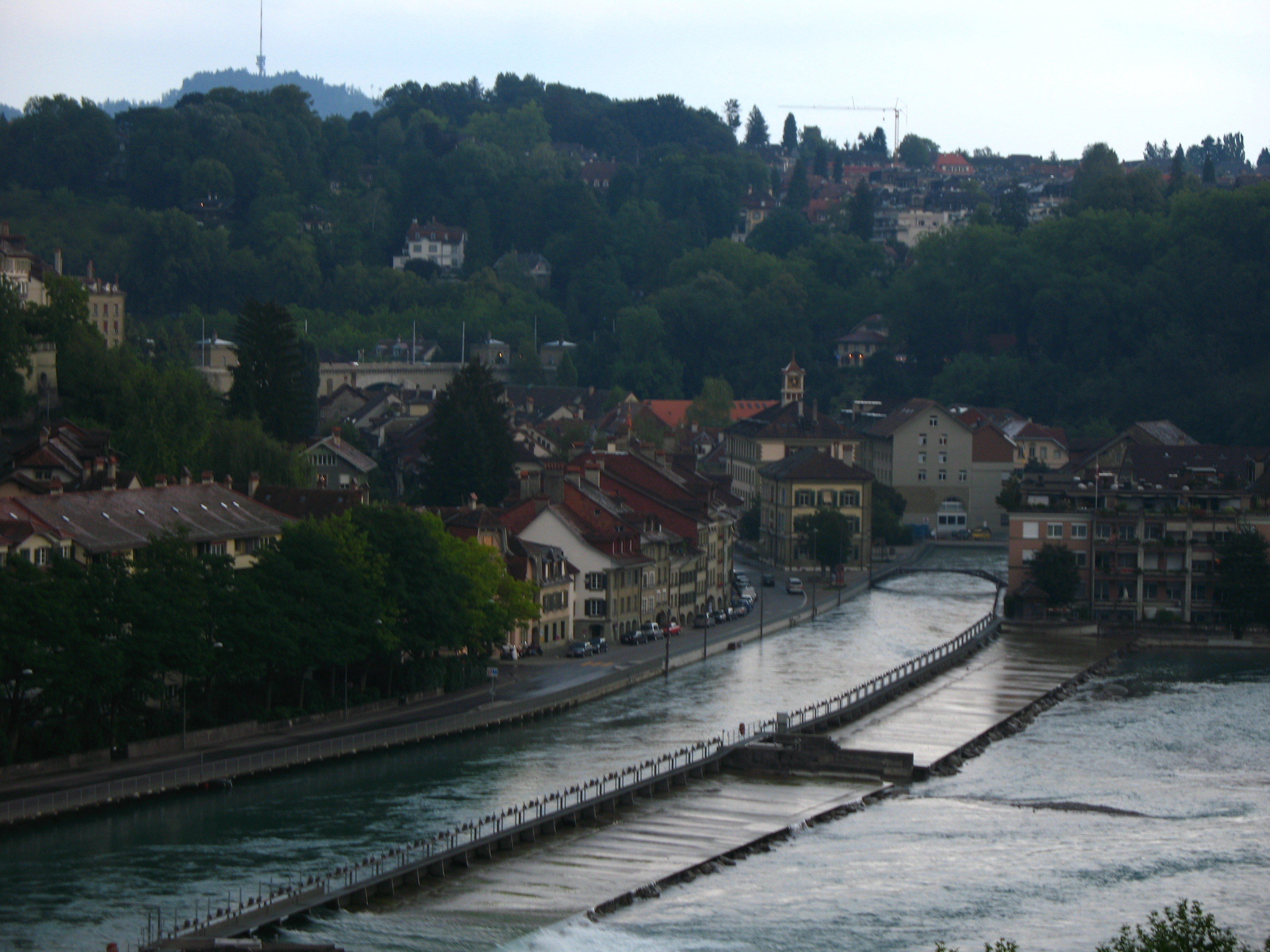
分洪道

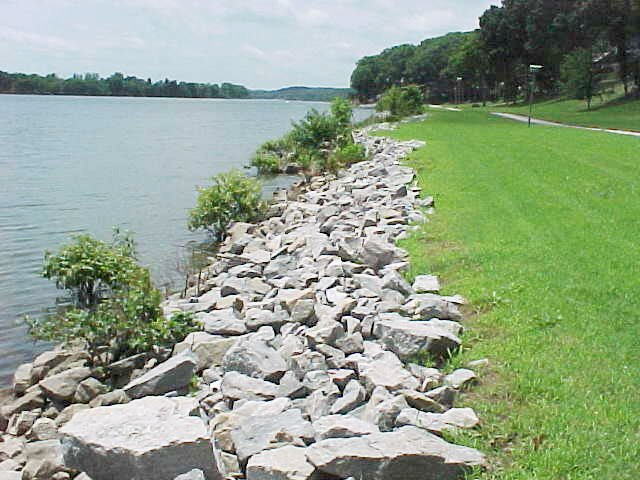
防波石可以防止河岸沖刷流失

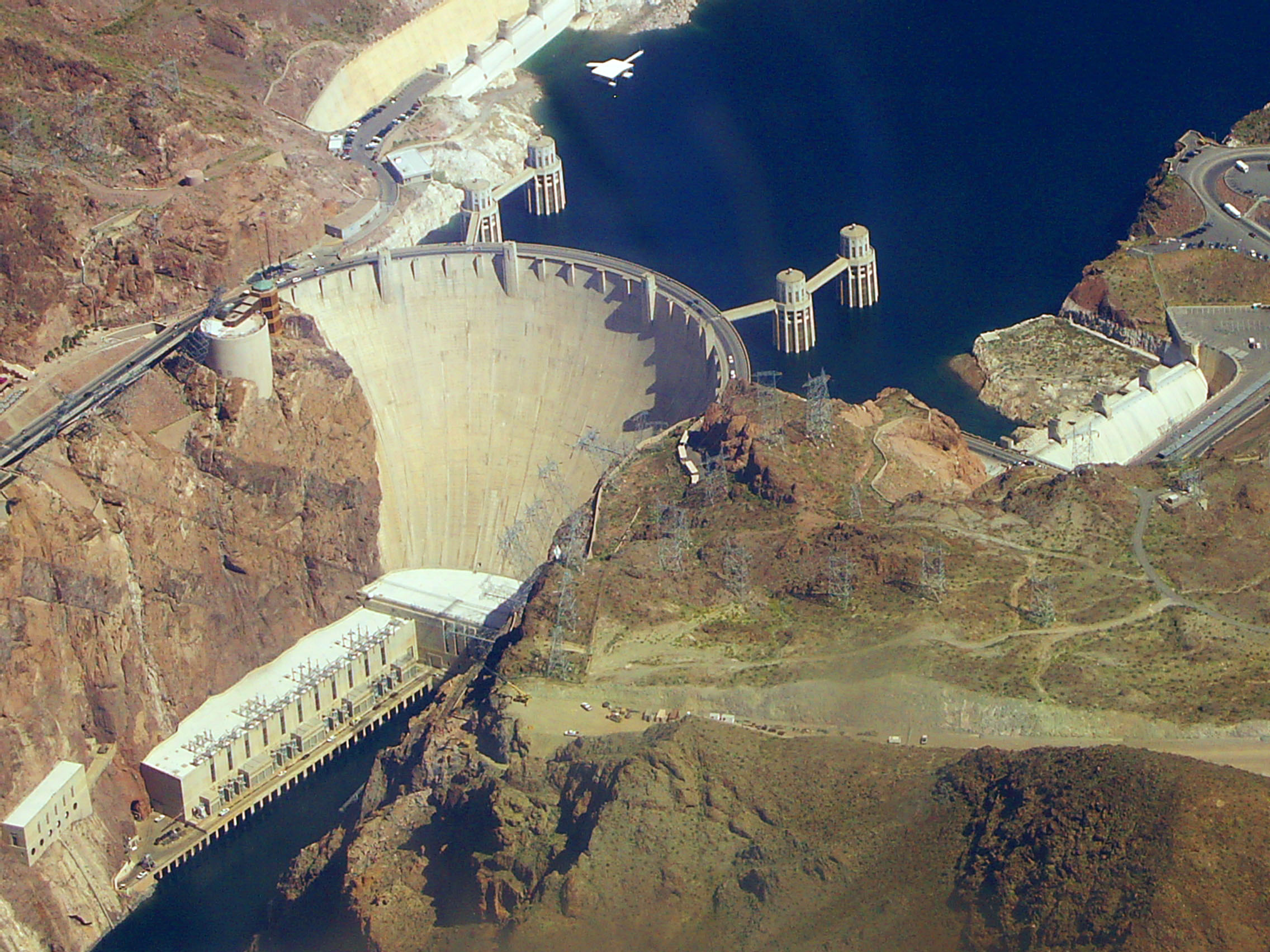
水壩建造是土木工程的重要項目之一（圖為美國胡佛水壩）

水利工程（英語：Hydraulic engineering）是为了控制、利用和保護地表及地下的水資源與環境而修建的各项工程建設的总称。

## 簡介
土木工程中著重于水流体的自然運动与人工输送及利用的一门分支。该工程领域与桥梁、水坝、河道、运河以及堤防等關於水流、江川及洋海堤道工程的设计与施工有着密切的關聯，亦涉及公共卫生与环境工程等這些和水相關的環境生態及用水範疇。
水利工程主要的工作为各种水工結構物，包括水坝与河海堤防、给水管网（Water Distribution Networks）与集水管网（Water Collection Networks）、生態永續、洪水管理（Storm Water Management）、沉积物运移（Sediment Transport）以及其他的与水土保持工程和大地工程有關的事務。

## 主要分支
- 防洪工程
- 水利枢纽工程
- 水利水电工程
- 航道整治工程
- 跨流域开发工程
- 农田水利工程
- 港口工程
- 水土保持工程
- 给水工程
- 排水工程